# Malek Haddad
Malek Haddad  (en árabe: مالك حداد‎‎) (Constantina, 5 de julio de 1927, - Argelia, 2 de junio de 1978) fue un escritor, y poeta cabilio argelino, de expresión francesa..

## Biografía
Hijo de Slimane Haddad, un cabileño de Tizi Ouzou, originario de draa el mizan, en el lado de la Comuna de frikat, maestro en Constantina, es en esa ciudad donde estudió Malek Haddad. Vio el idioma francés en la escuela como un exilio aún más fuerte que el exilio: "La escuela colonial coloniza el alma ... En casa, es verdad, cada vez que hicimos un bachillerato, hicimos un francés "Siempre ha habido una escuela entre mi pasado y yo". "Estoy menos separado de mi patria por el Mediterráneo que por el idioma francés". Él mismo fue maestro por un corto período, se matriculó en la Facultad de Derecho de Aix-en-Provence, pero abandonó sus estudios en 1954 para ir a trabajar como trabajador agrícola con Kateb Yacine en Camargue.  
Durante la guerra de liberación de Argelia, Malek Haddad colabora en varias revistas, entre las cuales Entretiens, Progrès, Confluents, Les Lettres françaises. Entre 1958 y 1961, trabaja en la radiodifusión francesa y escribe novelas.
Desde 1962, se instala en Constantina, colaborando con el semanario 'Atlas' y con la revista Novembre; y, dirige de 1965 a 1968 la página cultural de An Nasr que luego aparece en idioma francés. De 1968 a 1972 fue Jefe de la Dirección de Cultura del Ministerio de Información, fundando la revista literaria Promesses. Y, en 1974, fue nombrado secretario de la "Unión de Escritores de Argelia.
El rasgo característico de la obra de Haddad es centrarse en los sentimientos de los héroes, describir profundamente sus experiencias internas en diferentes situaciones. El escritor se caracteriza profundamente por sentimientos de amor, amistad, añoranza por el país en el exilio, coraje en situaciones extremas. Los problemas de los intelectuales de la inteligencia argelina, la cultura francófona, árabe y bereber, pero comprensiva y luego apoyando activamente la lucha por la independencia, se repiten en sus obras. Los personajes en sus novelas están construidos con gran poder, rico y penetrante.
Malek Haddad falleció de cáncer a los 50 años de edad, el 2 de junio de 1978, en Argel. 
Aunque traducido a catorce idiomas, Malek Haddad sigue siendo relativamente desconocido.

## Honores

### Eponimia
El Palacio de la Cultura de Constantino hoy lleva su nombre. 

## Obra

### Algunas publicaciones
- Le Malheur en danger (poemas), La Nef de Paris, 1956; Bouchène, 1988 (con una ilustración de Issiakhem).

- La Dernière impression (novela), Éditions Julliard, 1958

- Je t’offrirai une gazelle (novela), Julliard, 1959; reedición 10/18 : 1249, 1978 ISBN 2264009047

- L’Élève et la leçon (novela), Julliard, 1960; reedición 10/18

- Le Quai aux Fleurs ne répond plus (novela), Julliard 1961; reedición 10/18 : 769, 1973 ISBN 2264009055

- Les Zéros tournent en rond (ensayo), Maspero, 1961

- Écoute et je t’appelle (poemas), Maspero 1961

- Algériennes, (álbum de fotografías), Argel, Ministerio de la Información, 1967.

- Si Constantine m'était contée ... serie de artículos aparecidos en el diario An Nasr entre el 4 y el 14 de enero de 1966.

Malek Haddad también dejó manuscritos inéditos e inacabados
- Les Premiers froids (poemas)
- La Fin des Majuscules (ensayo)
- Un Wagon sur une île (novela inacabada)
- Les Propos de la quarantaine (crónica)

## Anexos

#### Otros
- Achour Cheurfi, Dictionnaire encyclopédique de l'Algérie, ediciones ANEP, 2006.